# Norfolk (Massachusetts)
Norfolk – miasto w Stanach Zjednoczonych, w stanie Massachusetts, w hrabstwie Norfolk.